# Pontils
Pontils – gmina w Hiszpanii, w prowincji Tarragona, w Katalonii, o powierzchni 67,62 km². W 2011 roku gmina liczyła 134 mieszkańców.